# Championnats du monde de luge 1955
 (mars 2025).
Si vous disposez d'ouvrages ou d'articles de référence ou si vous connaissez des sites web de qualité traitant du thème abordé ici, merci de compléter l'article en donnant les références utiles à sa vérifiabilité et en les liant à la section « Notes et références ».
Navigation
Édition suivante
Les Championnats du monde de luge 1955 se déroulent du 5 au 6 février 1955 à Oslo en Norvège. C'est le premier championnat du monde sous l'égide de la Fédération internationale de bobsleigh et de tobogganing section luge d'Hiver et même la seule puisque les suivante seront organisés par la nouvelle Fédération internationale de luge de course (FIL). 
Au total, trois compétitions sont organisées, deux courses monoplaces - une pour les femmes et une pour les hommes - et une compétition biplace open. Alors que les compétitions en simple se jouent en quatre manches chacune, les doubles se déroulaient en deux manches ; ce programme n'a que légèrement changé jusqu'à présent hormis l'introduction de la compétition par équipes en 1989 et du double féminin en 2023.
Josef Isser (en) et Maria Isser, frère et sœur, remportent chacun une médaille en individuel (respectivement bronze et argent) et une médaille d'argent en double.

## Podiums[1]
| Épreuves | Or                                     | Or            | Argent                              | Argent        | Bronze                                                   | Bronze        |
| -------- | -------------------------------------- | ------------- | ----------------------------------- | ------------- | -------------------------------------------------------- | ------------- |
| Hommes   | Anton Salvesen                         | 8 min 8 s 59  | Josef Thaler                        | 8 min 10 s 53 | Josef Isser                                              | 8 min 15 s 21 |
| Femmes   | Karla Kienzl                           | 8 min 27 s 98 | Maria Isser                         | 8 min 34 s 12 | Marianne Bauer                                           | 8 min 43 s 85 |
| Double   | Autriche- Hans Krausner - Josef Thaler | 4 min 0 s 10  | Autriche- Josef Isser - Maria Isser | 4 min 1 s 92  | Allemagne de l'Ouest- Josef Strillinger - Fritz Nachmann | 4 min 11 s 08 |

## Tableau des médailles
| Rang | Nation               | Or | Argent | Bronze | Total |
| ---- | -------------------- | -- | ------ | ------ | ----- |
| 1    | Autriche             | 2  | 3      | 4      | 9     |
| 2    | Norvège              | 1  | 0      | 0      | 1     |
| 3    | Allemagne de l'Ouest | 0  | 0      | 2      | 2     |